# Adanaspor
Adanaspor ist ein türkischer Fußballverein aus der südtürkischen Großstadt Adana. Der Verein spielte insgesamt 22 Jahre in der obersten türkischen Fußballklasse (Süper Lig) und belegt in der Ewigen Tabelle dieser Liga den 18. Rang. Seine bisherige erfolgreichste Zeit erlebte der Verein ab Mitte der 1970er Jahre bis zu den ersten beiden Jahren der 1980er Jahre. Während dieser Zeit beendete der Verein die Liga drei Mal auf dem vierten Tabellenplatz. Die Krönung dieser erfolgreichsten Zeit erreichte der Verein in der Saison 1980/81. Hier spielte der Klub mit Trabzonspor lange Zeit um die türkische Meisterschaft mit und beendete die Saison hinter diesem als türkischer Vizemeister.
Adanaspor stellte zweimal den Torschützenkönig der türkischen Süper Lig. In der Saison 1980/81 Bora Öztürk mit 15 Toren und in der Saison 1978/79 Özer Umdu mit ebenfalls 15 Treffern.
Der deutsche Nationalspieler Thomas Berthold spielte vom Januar 2001 bis zum Ende der Saison 2000/01 bei Adanaspor. Der frühere deutsche Bundestrainer Joachim Löw war dort Trainer vom 20. Dezember 2000 bis zum 4. März 2001.

## Geschichte

Vereinswappen von 1954 bis 1967

### Gründung
Adanaspor wurde 1954 von Mehmet Şanlıtürk, Mustafa Bekbaş, Erol Erk, Ali Gedikbaş und Dr. Muzaffer Eraslan gegründet. Im Gründungsjahr spielte die Mannschaft in der 2. Amateur-Liga und schaffte es bereits nach einer Saison aufzusteigen. Zu diesem Zeitpunkt spielte die Mannschaft in blau-gelben Trikots. Im Jahr 1966 lösten sich die Klubs Adana Akınspor und Adana Torsosspor auf und fusioniert mit Adanaspor. Andere Quellen wiederum berichten sich von einer Fusion der Vereine Adana Akınspor und Adana Gençlikspor 1965. Inwiefern der 1965 bzw. 1966 gegründete Verein mit dem Adanaspor, welches 1954 gegründet wurde, in Verbindung steht, ist unbekannt. Damit sollte ein professioneller Klub entstehen. Somit konnte Adanaspor ab der Saison 1966/67 in der Zweiten türkischen Fußballliga spielen. Seit diesem Schritt besitzt der Verein die Farben Orange und Weiß. Die Provinz Adana ist eines der größten Agrarbaugebiete der Türkei und besitzt das größte Baumwollanbaugebiet der Türkei. Das Weiß in den Vereinsfarben symbolisiert, wie auch auf dem Vereinslogo abgebildet, Baumwolle. Die Vereinsfarbe Orange assoziiert auf die Zitruspflanze Orange, die in dieser Region stark kultiviert wird.

### Aufstieg in die 1. Lig und türkische Vizemeisterschaft
In den 1970er Jahren betätigte sich der ortsansässige Industrieller Sakıp Sabancı bei Adanaspor als Mäzen. Durch seine finanzielle Unterstützung verpflichtete der Verein für die Saison mit Bülent Eken einen bekannten Erstligatrainer. Obwohl Eken in den Vertragsverhandlungen für einen Zweitligatrainer sehr hohe Gehaltsvorstellungen einschließlich Prämien geäußert hatte, nahm Sabancı persönlich Ekens Forderungen an. Darüber hinaus hatte der Verein mit Đorđe Milić und Branislav Velković für die damalige Zeit ungewöhnlich zwei ausländische Spieler im Kader. Um diese zwei Spieler wurde der Kader teilweise nach den Wünschen von Eken mit weiteren einheimischen Neuverpflichtungen wie Reşit Kaynak, Ali Osman Renklibay, Selahattin Kara, Behçet Arkun und Tufan Akdemir erweitert. Mit diesem verstärkten Kader beendete Adanaspor die Zweitligasaison 1970/71 souverän als Meister und stieg damit zum ersten Mail seiner Historie in die 1. Liga auf. Nach dem Ende der regulären Saison setzte sich der Verein im Pokal des Jugend- und Sportministerium gegen Izmir Denizgücü durch und holte seinen zweiten Titel.
Von 1971 bis 1984 spielte Adanaspor ununterbrochen in der 1. türkischen Fußballliga. Während dieser Zeit zeigte der Klub bemerkenswerte Erfolge. 1981 wurde Adanaspor hinter Trabzonspor türkischer Vizemeister. Zuvor wurden in den Spielzeiten 1974/75, 1975/76 und 1977/78 drei Mal der 4. Tabellenplatz der 1. Lig erreicht. Durch diese Erfolge qualifizierte sich die Mannschaft dreimal für den UEFA-Pokal und einmal für den Balkanpokal.

### Abstieg in die 2. Lig
Nach den sehr erfolgreichen Erstligajahren stieg der Klub am Ende der Saison 1983/84 in die Türkiye 2. Futbol Ligi, die damalige 2. türkische Liga, ab. Der Aufstieg gelang Adanaspor nach vier Jahren.

### Kurze Rückkehr in die 1. Lig
Nach vier Jahren in der 2. Lig gelang dem Verein am Ende der Zweitligameisterschaft 1987/88 und damit die Rückkehr in die 1. Lig. In die 1. Lig aufgestiegen spielte der Verein drei Jahre lang immer um den Klassenerhalt. Aufgrund der schlechten wirtschaftlichen Lage und ständigen Vorstandswechseln im Verein machte sich die schlechte Lage auch auf die Mannschaft bemerkbar. So stieg die Mannschaft zum Saisonende 1990/91 als Tabellenletzter zum zweiten Mal in die Zweitklassigkeit ab.

### Die Uzan-Ära
Anfang der 1990er Jahre kaufte sich der Geschäftsmann Cem Uzan als Mäzen in den Verein und ließ sich bzw. seinen jüngeren Bruder Hakan Uzan zum Vereinspräsidenten wählen lassen. So wurde im Jahr 1996 wurde bei einer Generalversammlung festgelegt, dass Adanaspor als Aktiengesellschaft sich auszugliedern. So wurde Adanaspor Spor Faaliyetleri A.Ş gegründet.
Mit der finanziellen Unterstützung der Uzan-Bruder wurden mehrere gestandenen Erstligaprofis und eine Reihe von verheißungsvollen Nachwuchsspielern verpflichtet. Nach diesen Investitionen stieg die Mannschaft unter der Führung vom Cheftrainer Ercan Albay am Ende der 1997/98 nach sieben Jahren wieder in die 1. Lig auf. Nach dem Aufstieg in die 1. Lig investierte Uzan umso mehr in die Mannschaft.
Der Klub stieg in der Saison 2000/01 in die 2. Liga ab. Joachim Löw war in dieser Saison vom 20. Dezember 2000 bis zum 4. März 2001 dort beschäftigt. Nach nur einer Saison stieg Adanaspor sofort wieder in Süper Lig auf.
Die Wertpapiere wurden an die Uzan-Familie verkauft. Aufgrund der schlechten wirtschaftlichen Lage der Familie geriet Adanaspor erneut unter finanzielle Schwierigkeiten. 2004 ging es für den Klub in die 2. Liga. Es folgte in den nächsten Spielzeiten weitere Abstiege, bis der Klub 2006 in die 4. Liga fiel. Im Dezember 2005 wollte der Verein den Abbau der Aktiengesellschaft und war kurz vor der Auflösung des Vereins. Am 9. Juni 2006 entschied der türkische Fußballverband, dass Klub wieder als reiner Verein weiterspielen darf.

### Die Akgül-Ära
Nachdem der Verein durch die gegen Cem Uzan laufenden Ermittlungen als Teil dessen Firmengruppe vom Insolvenzverwalter beschlagnahmt wurde und sich die Mannschaft auflöste, rutschte der Verein bis zum Jahr 2006 bis in die TFF 3. Lig, der vierthöchsten türkischen Spielklasse ab. Nach diesem sportlichen und finanziellen Abstieg übernahm der ortsansässige Geschäftsmann Bayram Akgül dem Verein und führte ihn als Vereinspräsident innerhalb zwei Jahre wieder in die TFF 1. Lig.
In die 1. Lig zurückgekehrt belegte der Verein elf Jahre lang überwiegend mittlere Tabellenplätze. Lediglich in den Spielzeiten 2009/10 und 2011/12 spielte der Verein um den Aufstieg mit und verfehlte diesen erst in der Play-off-Phase der Liga. Die Saison 2009/10 beendete die Mannschaft als Tabellendritter, verfehlte so den direkten Aufstieg in die Süper Lig, sicherte sich aber die Teilnahme an der Play-off-Phase der Liga. In den Play-offs verfehlte die Mannschaft auch die letzte Aufstiegsmöglichkeit.
Die Saison 2011/12 startete man mit dem neuen Trainer Levent Eriş und erlebte eine durchwachsene Saison. Zum Saisonende erreichte man durch gute Leistungen in den letzten Spielwochen erreichte man den 6. Tabellenplatz und damit die Teilnahme an den Playoffs. Im Halbfinale der Playoffs setzte man sich gegen Çaykur Rizespor durch und erreichte somit das Finale. Im Finale unterlag man in der Verlängerung Kasımpaşa Istanbul 2:3 und verpasste somit den Aufstieg in die Süper Lig erst in der letzten Begegnung.

### Rückkehr in die Süper Lig
In die Zweitligasaison 2015/16 startete der Verein, indem er seinen langjährigen Nachwuchskoordinator Eyüp Arın zum Cheftrainer beförderte. Dieser hatte in den letzten Spieltagen der letzten Spielzeit als interimer Cheftrainer den Verein vor dem Abstieg bewahrt. Im Sommer 2015 wurde die Mannschaft unter Arıns Leitung grundlegend umstrukturiert und anstelle der 13 abgegebenen Spieler mit Neuverpflichtungen und Nachwuchsspielern verjüngt. In die Saison startete der Verein durchwachsen und belegte immer Tabellenplätze immer im mittleren und unteren Tabellendrittel. Trotz mehrerer erfolgreicher Spiele gelang es Arın nicht, kontinuierlich den Anschluss an das obere Tabellendrittel zu finden. Nach der 1:2-Auswärtsniederlage vom 11. Spieltag legte er sein Amt nieder und wurde durch Engin İpekoğlu ersetzt.
Unter İpekoğlu nahm der Verein zwar mit einer 1:2-Heimniederlage gegen Boluspor wieder den Ligabetrieb auf, jedoch startete sie anschließend eine Erfolgsserie von 19 Ligaspielen mit 14 Siegen und drei Unentschieden. Durch diese Serie arbeitete sich die Mannschaft sukzessive in der Tabelle nach oben, übernahm am 21. Spieltag die Tabellenführung setzt sich in den nachfolgenden Spieltagen von seinen Verfolgern immer mehr ab.
Am 31. Spieltag besiegte der Verein auswärts Gaziantep Büyükşehir Belediyespor nach einem 0:2-Rückstand mit einem Last-Minute-Tor mit 2:3 und sicherte sich so nach 13-jähriger Abstinenz den Aufstieg in die Süper Lig. Da an diesem Spieltag mit Multigroup Alanyaspor der letzte Rivale um die Zweitligameisterschaft einen Punktverlust erlitt, sicherte sich Adanaspor an diesem Spieltag auch die Zweitligameisterschaft.

## Erfolge
- Türkischer Vizemeister: 1980/81
- Tabellenvierter der Süper Lig (3): 1974/75,  1975/76,  1977/78
- Meister der TFF 1. Lig (3): 1970/71, 1987/88, 2015/16
- Vizemeister der TFF 1. Lig: 1997/98
- Dritter der TFF 1. Lig: 2001/02
- Aufstieg in die Süper Lig (5): 1970/71, 1987/88, 1997/98, 2001/02, 2015/16
- Meister der TFF 2. Lig: 2007/08
- Aufstieg in die TFF 1. Lig: 2010/11
- Vizemeister der TFF 3. Lig: 2006/07
- Aufstieg in die TFF 2. Lig: 2006/07
- Sieger des Pokal des Jugend- und Sportministeriums: 1970/71
- Teilnahme am UEFA-Cup:
  - 1976/77: 1. Runde gegen Austria Salzburg 0:5 und 2:0
  - 1978/79: 1. Runde gegen Honvéd Budapest 0:6 und 2:2
  - 1981/82: 1. Runde gegen Inter Mailand 1:3 und 1:4

## Ligazugehörigkeit
- 1. Liga: 1971–1984, 1988–1991, 1998–2001, 2002–2004, 2016–2017

- 2. Liga: 1966–1971, 1984–1988, 1991–1998, 2001–2002, 2004–2005, 2008–2016, seit 2017

- 3. Liga: 2005–2006, 2007–2008

- 4. Liga: 2006–2007

## Rekordspieler
| Rang                | Name              | Einsätze | Zeitraum  |
| ------------------- | ----------------- | -------- | --------- |
| 01.                 | Şevket Kesler     | 225      | 1974–1984 |
| 02.                 | Timuçin Çuğ       | 220      | 1974–1983 |
| 03.                 | Necip Erdoğan     | 216      | 1971–1979 |
| 04.                 | Vedat Bayraktar   | 171      | 1971–1980 |
| 05.                 | Ahmet Kahraman    | 167      | 1977–1984 |
| 06.                 | Selahattin Karasu | 164      | 1976–1984 |
| 07.                 | Mustafa Şentürk   | 149      | 1976–1984 |
| 08.                 | Ali Asım Balkaya  | 134      | 1998–2004 |
| 09.                 | Gani Açıkel       | 132      | 1978–1984 |
| 10.                 | Özer Umdu         | 131      | 1978–1984 |
| Stand: 3. März 2016 |                   |          |           |

| Rang                | Name                | Tor | Einsätze | Tor/Spiel |
| ------------------- | ------------------- | --- | -------- | --------- |
| 01.                 | Cenk İşler          | 34  | 62       | 0,55      |
| 02.                 | Özer Umdu           | 32  | 131      | 0,24      |
| 03.                 | Ali Asım Balkaya    | 29  | 134      | 0,22      |
| 04.                 | Ali İsa Ertürk      | 28  | 127      | 0,22      |
| 05.                 | Reşit Kaynak        | 26  | 127      | 0,2       |
| 06.                 | Necati Ateş         | 23  | 49       | 0,47      |
| 06.                 | İsmail Akbaşlı      | 23  | 66       | 0,35      |
| 07.                 | Ali Osman Renklibay | 22  | 56       | 0,39      |
| 07.                 | Kayhan Kaynak       | 22  | 110      | 0,2       |
| 08.                 | Altan Aksoy         | 21  | 85       | 0,25      |
| 09.                 | Ahmet Kahraman      | 20  | 167      | 0,12      |
| 10.                 | Sead Šabotić        | 19  | 32       | 0,59      |
| Stand: 3. März 2016 |                     |     |          |           |

## Bekannte ehemalige Spieler
| - İsmail Akbaşlı 1 - Altan Aksoy 1 - Volkan Arslan - Kemal Aslan - Necati Ateş 1 - Thomas Berthold - Erol Bulut - Oğuz Çetin - Emrah Eren - Savaş Erol 1 - İsa Ertürk 1 - Sertan Eser - Ahmet Dursun - Cenk İşler 1 - Orhan Kaynak - Reşit Kaynak - Kayhan Kaynak - Şevket Kesler - Toprak Kırtoğlu - Okan Koç | - Köksal Mesçi 1 - Đorđe Milić - Engin Özdemir - Bora Öztürk - Ali Osman Renklibay - Sven Scheuer - Fahri Tatan - Mutlu Topçu - Evren Turhan - Mustafa Ulucan 1 - Erbil Uzel - Özer Umdu - Ayhan Tuna Üzümcü - Timur Yanyalı - Şenol Yavaş - Ahmet Yıldırım - Mehmet Yozgatlı - Orhan Yüksel - Rahim Zafer - Zdravko Zdravkov |

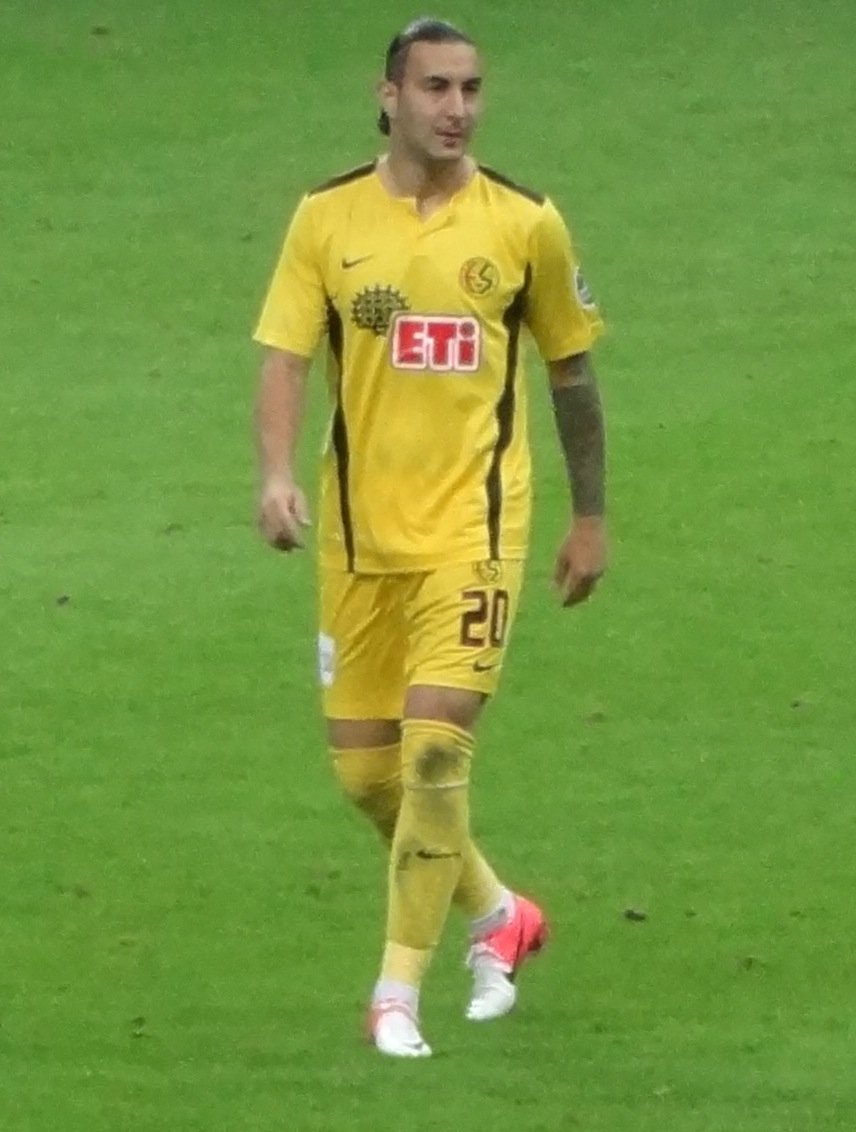
Necati Ateş
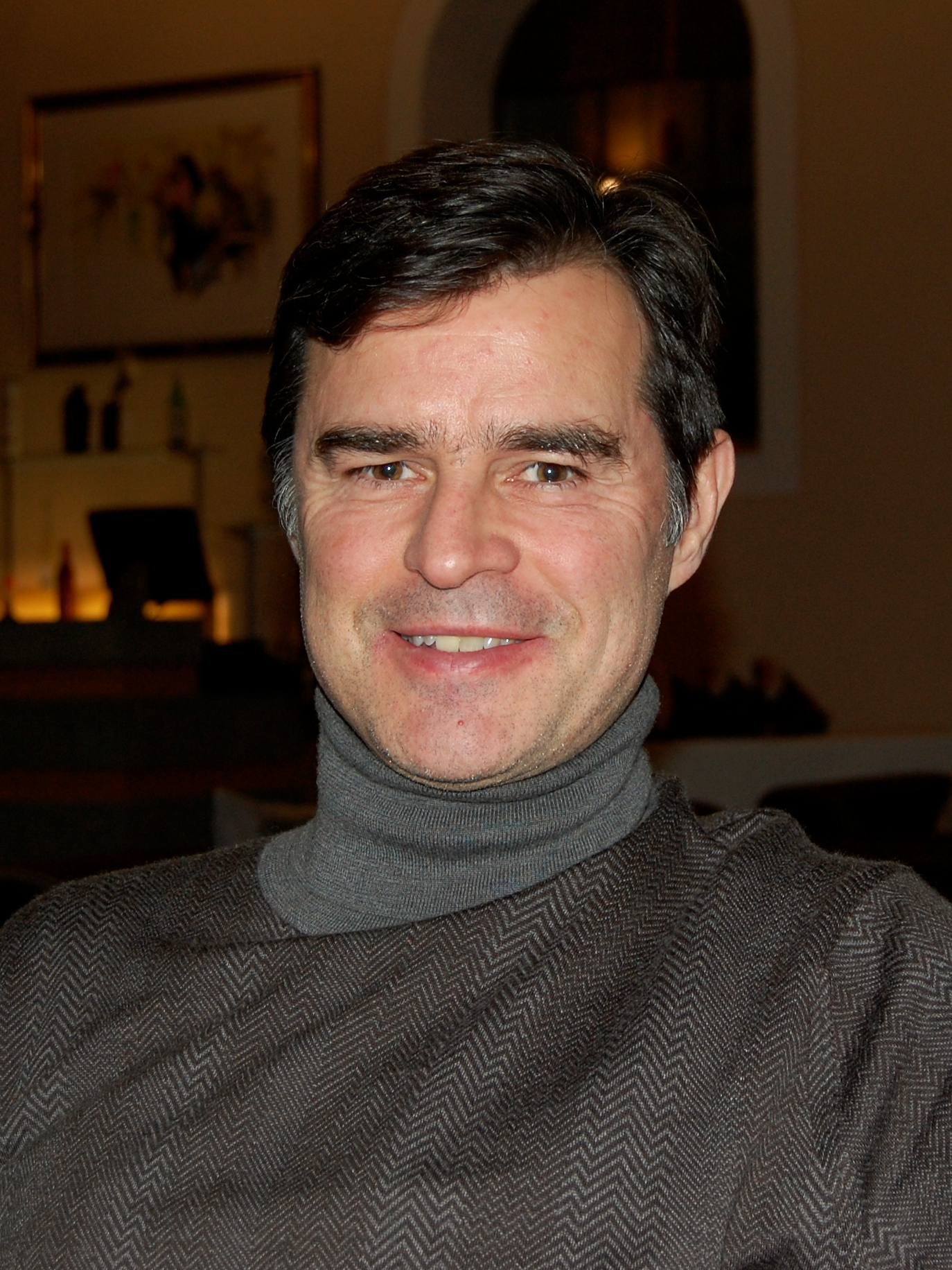
Thomas Berthold
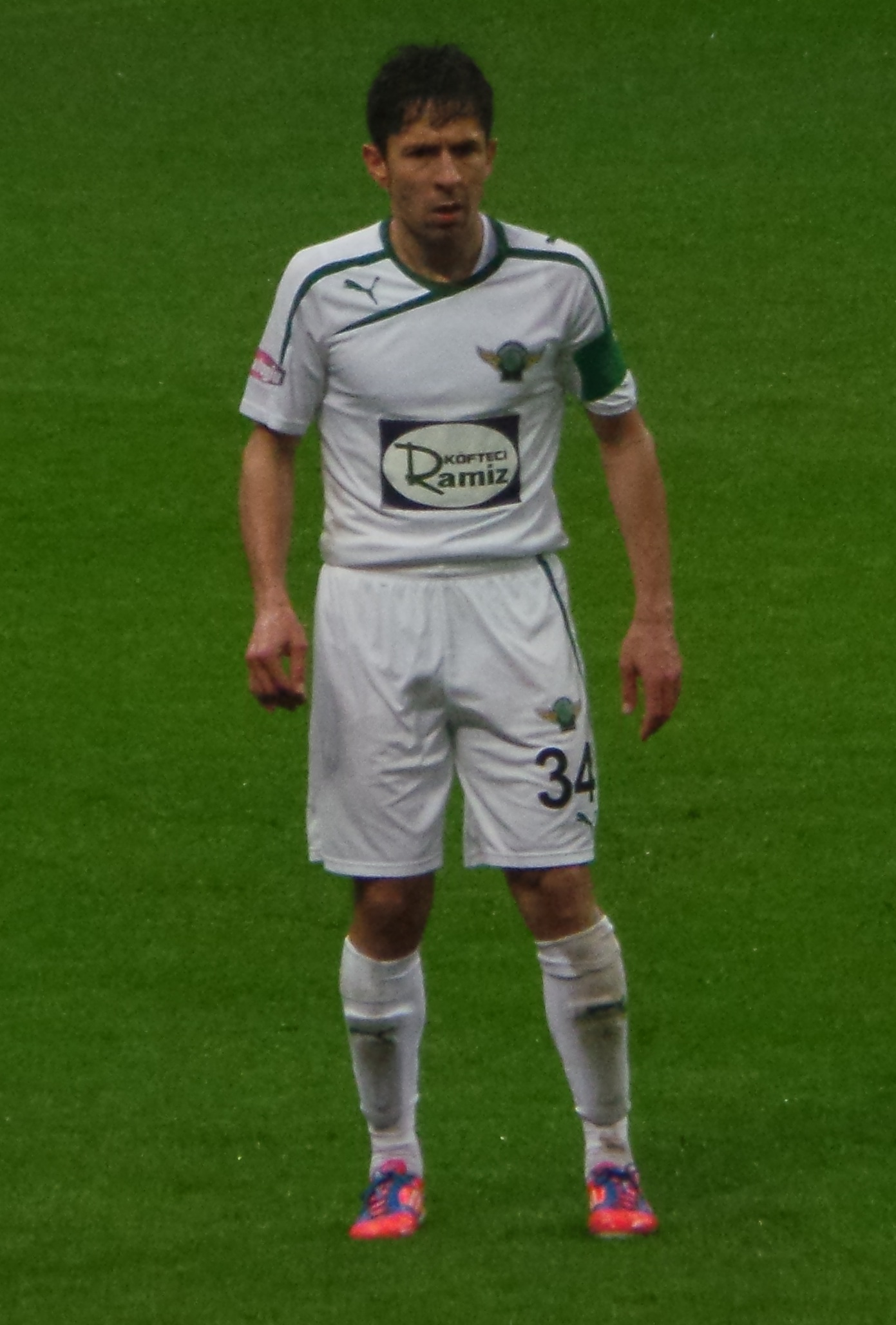
Emrah Eren
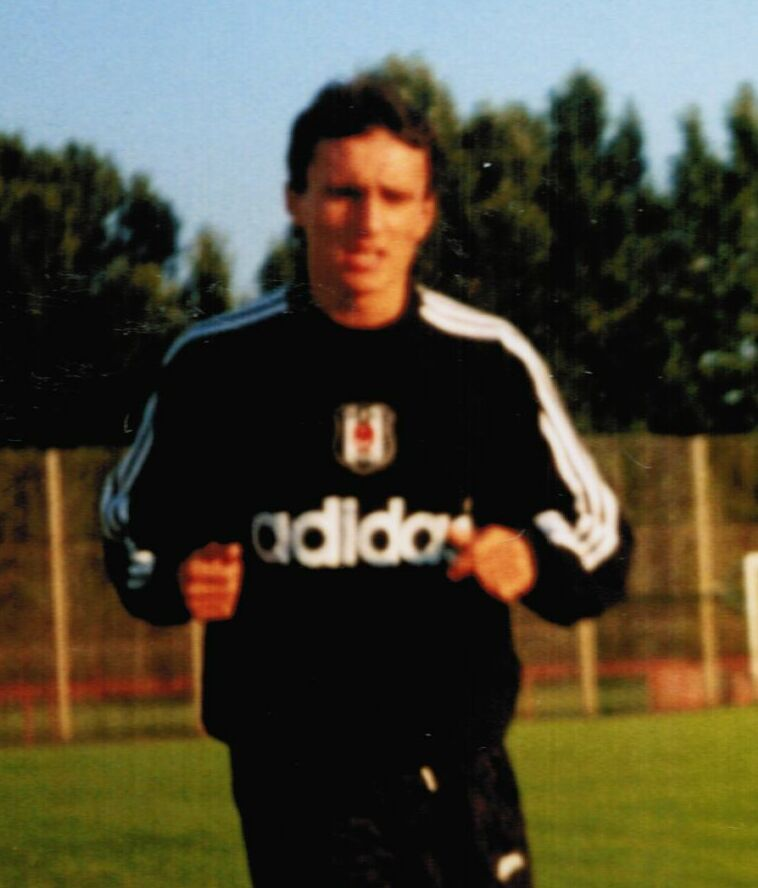
Sertan Eser
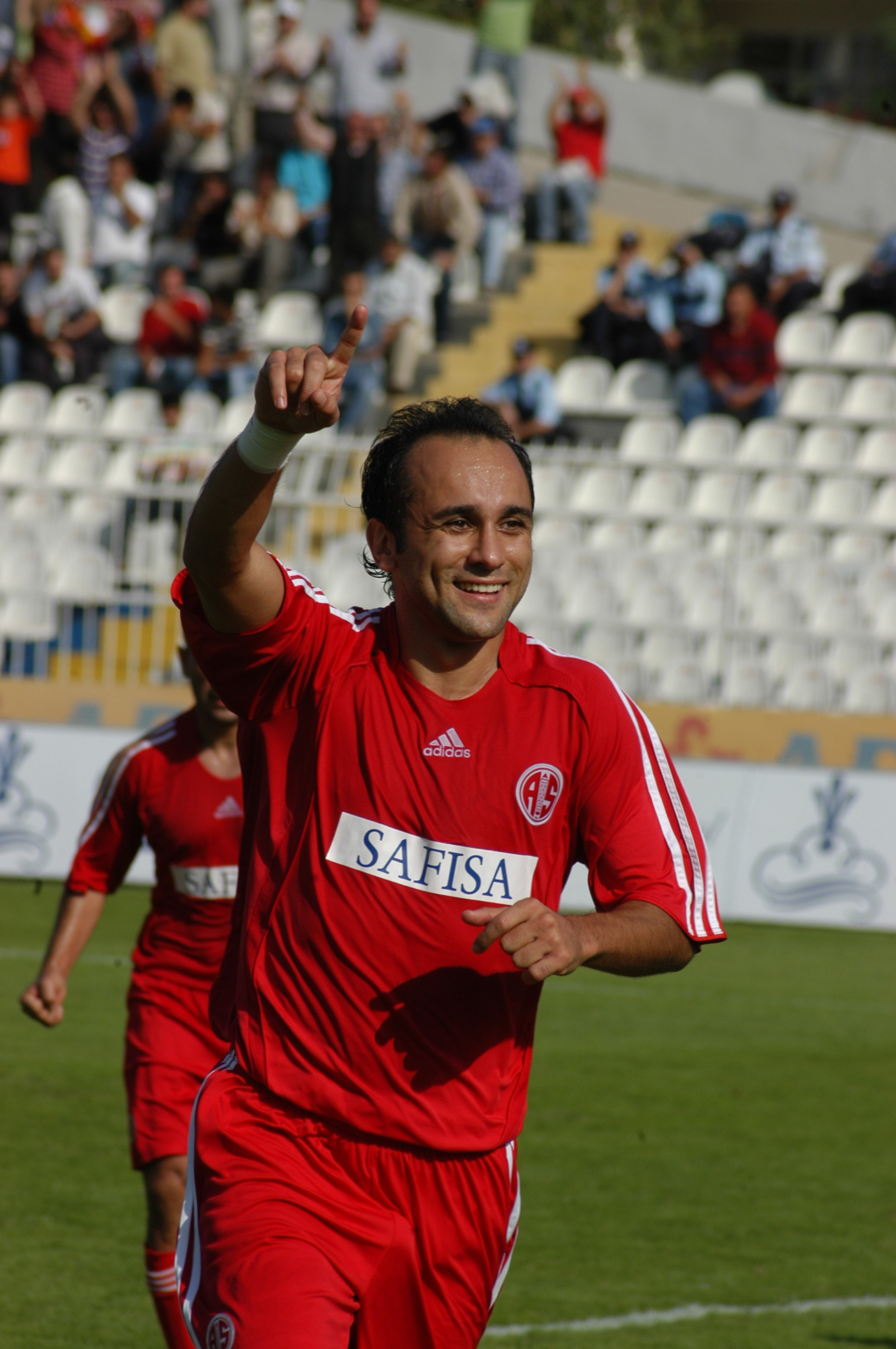
Cenk İşler
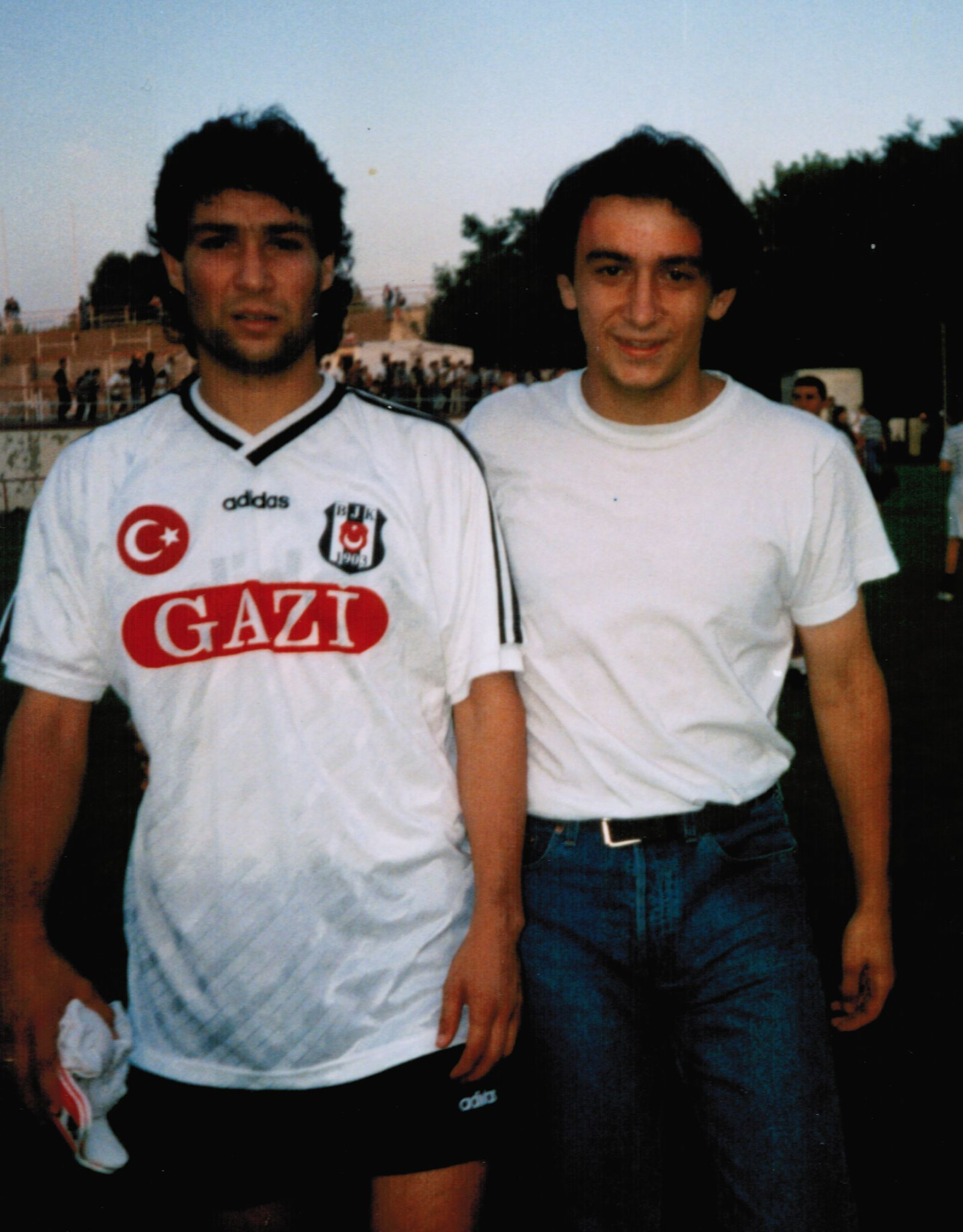
Orhan Kaynak (links)
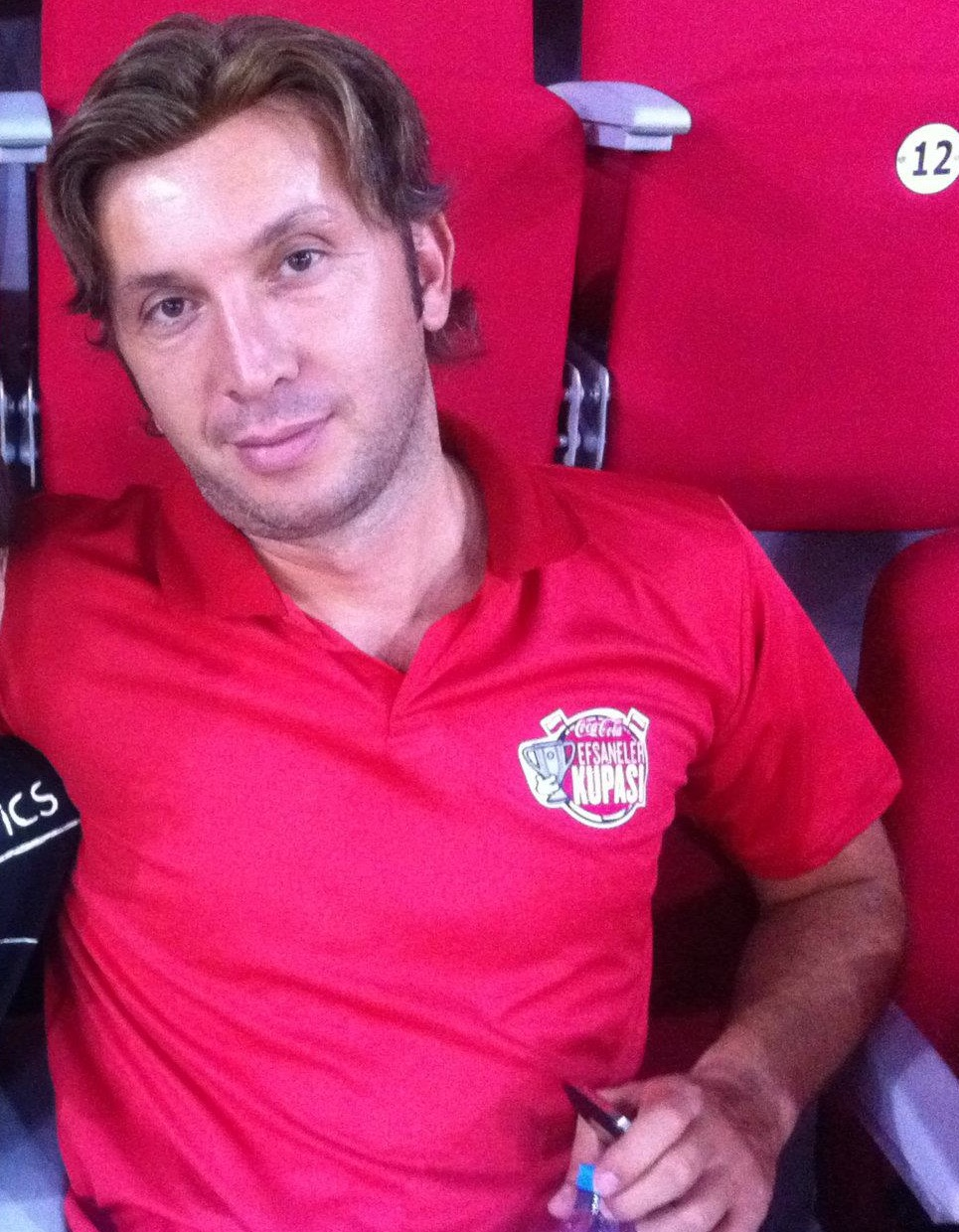
Evren Turhan
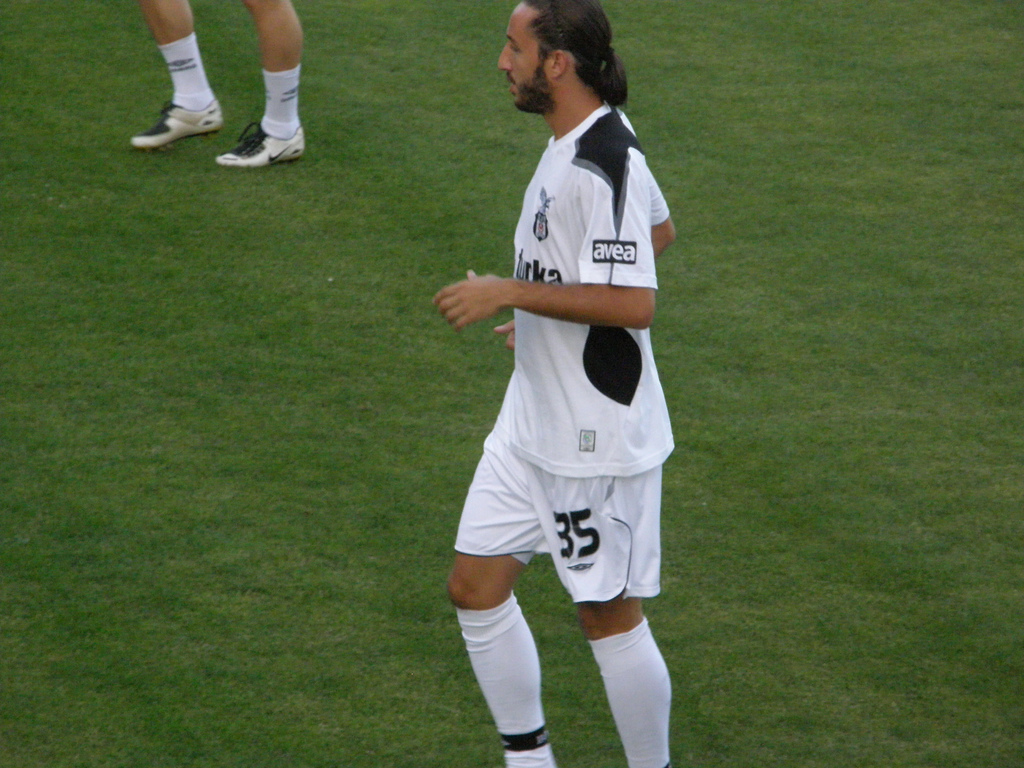
Ayhan Tuna Üzümcü
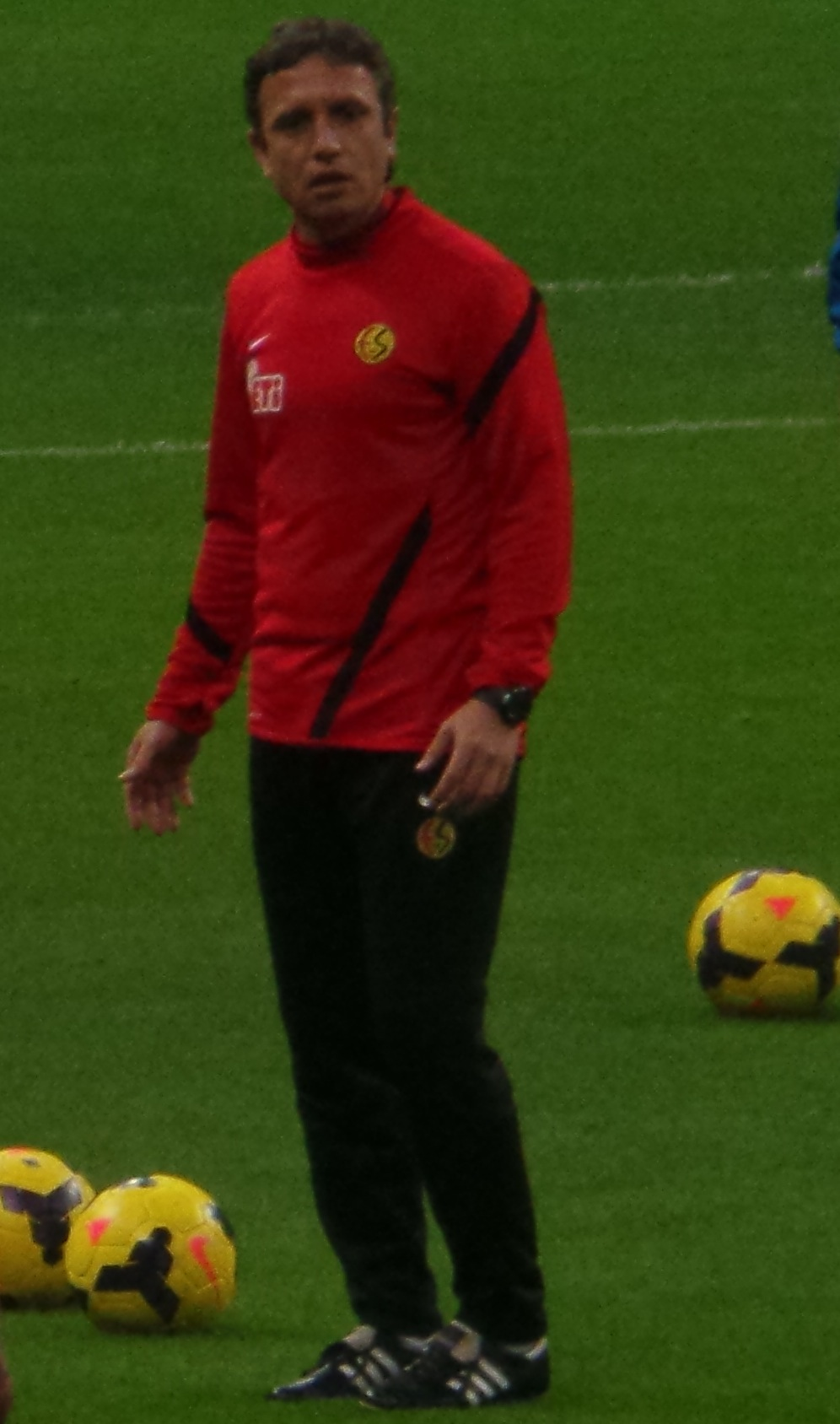
Mutlu Topçu

## Trainer (Auswahl)
| - Ignác Molnár (Juni 1969 – Mai 1970) - Unbekannt 2 (Mai 1970) - Bülent Eken (August 1970 – Mai 1971) - Nazım Koka (August 1971 – Oktober 1972) - Gündüz Tekin Onay (Oktober 1972 – März 1975) - Orhan Yüksel (April 1975 – Juni 1975) - Tamer Güney (September 1975 – Mai 1976) - Abdulah Gegić (September 1976 – November 1976) - Selami Tekkazancı (November 1976 – Januar 1977) - İlhan Uralgil (Januar 1977 – Juni 1977) - Orhan Yüksel (August 1977 – Oktober 1977) - Mustafa Bekbaş 1 (November 1977) - Đorđe Milić (November 1977 – Mai 1978) - Tamer Güney (September 1978 – Mai 1979) - Cevdet Soyluoğlu (August 1979 – Januar 1980) - Gündüz Tekin Onay (Februar 1980 – Mai 1981) - Tamer Güney (September 1981 – April 1982) - Nazım Koka (April 1982 – Juni 1982) - Şevket Luković (August 1982 – Juni 1983) - Candan Dumanlı (August 1983 – März 1984) - Halil Güngördü (März 1984 – Mai 1984) - Orhan Yüksel (August 1984 – Mai 1985) - Nihat Atacan (August 1985 – Mai 1986) - Ali Hoşfikirer (August 1987 – Mai 1988) - Gündüz Tekin Onay (August 1988 – Mai 1989) - Müjdat Yalman (Juli 1989) - Đorđe Milić (September 1989 – Mai 1990) - Necip Erdoğan (August 1990 – September 1990) - Gündüz Tekin Onay (September 1990 – Februar 1991) | - Selahattin Karasu (Februar 1991 – März 1991) - Yılmaz Vural (März 1991 – Mai 1991) - İsa Ertürk (Juli 1991 – Oktober 1991) - Yücel İldiz (Oktober 1991 – November 1992) - Ender Konca (September 1993 – November 1993) - Aydın Tohumcu (November 1993 – März 1994) - Ali Osman Renklibay (Juli 1996 – April 1997) - Ümit Kayıhan (April 1997 – Mai 1997) - Ercan Albay (Juli 1997 – Mai 1998) - Fuad Muzurović (Juni 1998 – September 1998) - Gheorghe Mulțescu (Oktober 1998 – Mai 1999) - Ziya Doğan (Mai 1999) - Nenad Bijedić (Juli 1999 – November 1999) - Hikmet Karaman (Dezember 1999 – Dezember 2000) - Joachim Löw (Dezember 2000 – Februar 2001) - Kemal Yıldırım 2 (Februar 2001 – Mai 2001) - Rıdvan Dilmen (August 2001 – Februar 2002) - Bahri Kaya (Februar 2002 – Februar 2003) - Yılmaz Vural (Februar 2003 – Dezember 2003) - Ahmet Ziya Yüce (Januar 2004 – Dezember 2004) - Şevket Kesler (Januar 2005 – März 2005) - Ahmet Ziya Yüce (März 2005 – September 2006) - Zafer Göncüler (September 2006 – Januar 2007) - İbrahim Okutan (Januar 2007 – März 2007) - Cihat Erbil (März 2007 – Mai 2007) - Kemal Kılıç (August 2007 – März 2008) - Hüseyin Kalpar (März 2008 – April 2008) - Eyüp Arın 2 (April 2008 – Mai 2008) | - Hüsnü Özkara (Juli 2008 – September 2008) - Eyüp Arın 2 (September 2008 – November 2008) - Metin Yıldız (November 2008 – Oktober 2009) - Ekrem Al (Januar 2009 – Oktober 2009) - Kemal Kılıç (Oktober 2009 – November 2010) - Cemal Menteşe (September 2010 – November 2010) - Osman Özdemir (November 2010 – März 2011) - Eyüp Arın 2 (März 2011 – Mai 2011) - Levent Eriş (Juli 2011 – Juli 2013) - Ekrem Al (August 2013) - Ercan Albay (August 2013 – Oktober 2013) - Eyüp Arın 2 (Oktober 2013) - Levent Eriş (Oktober 2013 – Januar 2015) - Güvenç Kurtar (Januar 2015 – März 2015) - Eyüp Arın 2 (März 2015 – April 2015) - Eyüp Arın (April 2015 – November 2015) - Engin İpekoğlu (November 2015 – August 2016) - Eyüp Arın 2 (August 2016) - Krunoslav Jurčić (August 2016 – Dezember 2016) - Levent Şahin (Dezember 2016 – April 2017) - Eyüp Arın 2 (April 2017 – Mai 2017) - Kemal Kılıç (Juni 2017 – Dezember 2017) - Osman Özköylü (Dezember 2017 – März 2018) - Eyüp Arın 2 (März 2018 – Juni 2018) - Cihat Arslan (August 2018 – September 2018) - Coşkun Demirbakan (September 2018 – Februar 2019) - Eyüp Arın 2 (Februar 2019 – mai 2019) - Levent Eriş (Mai 2019 – ) |

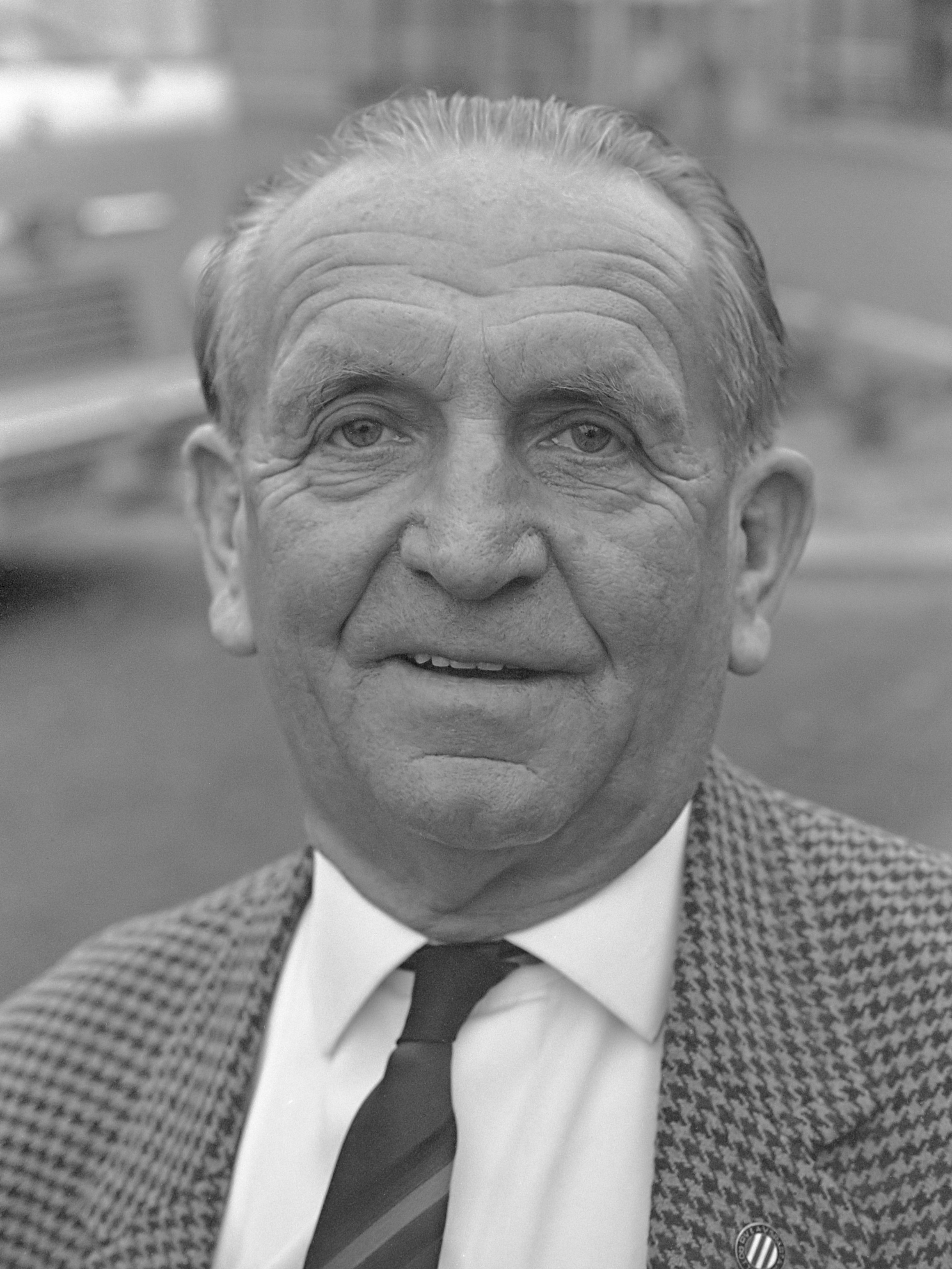
Ignác Molnár
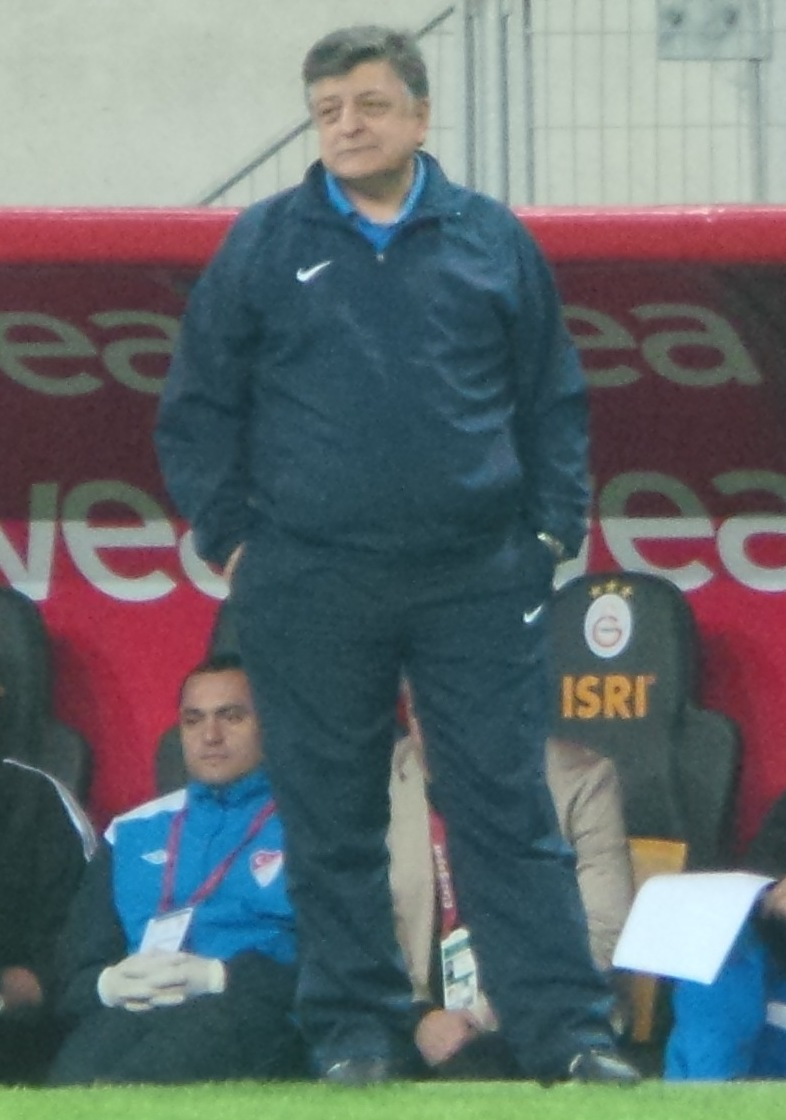
Yılmaz Vural
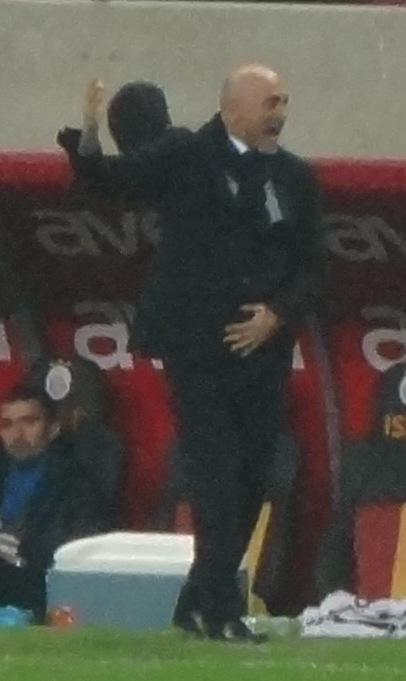
Hikmet Karaman
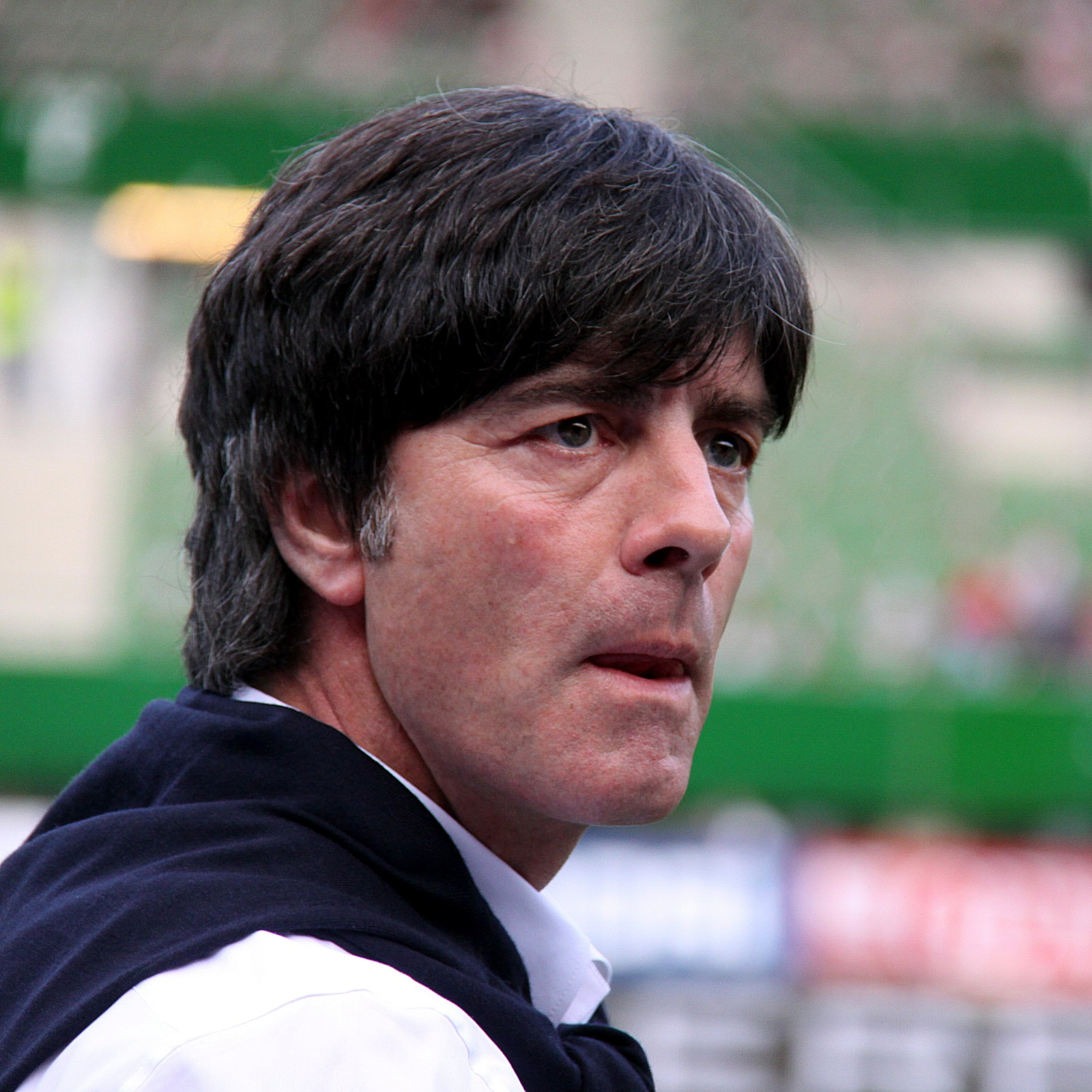
Joachim Löw
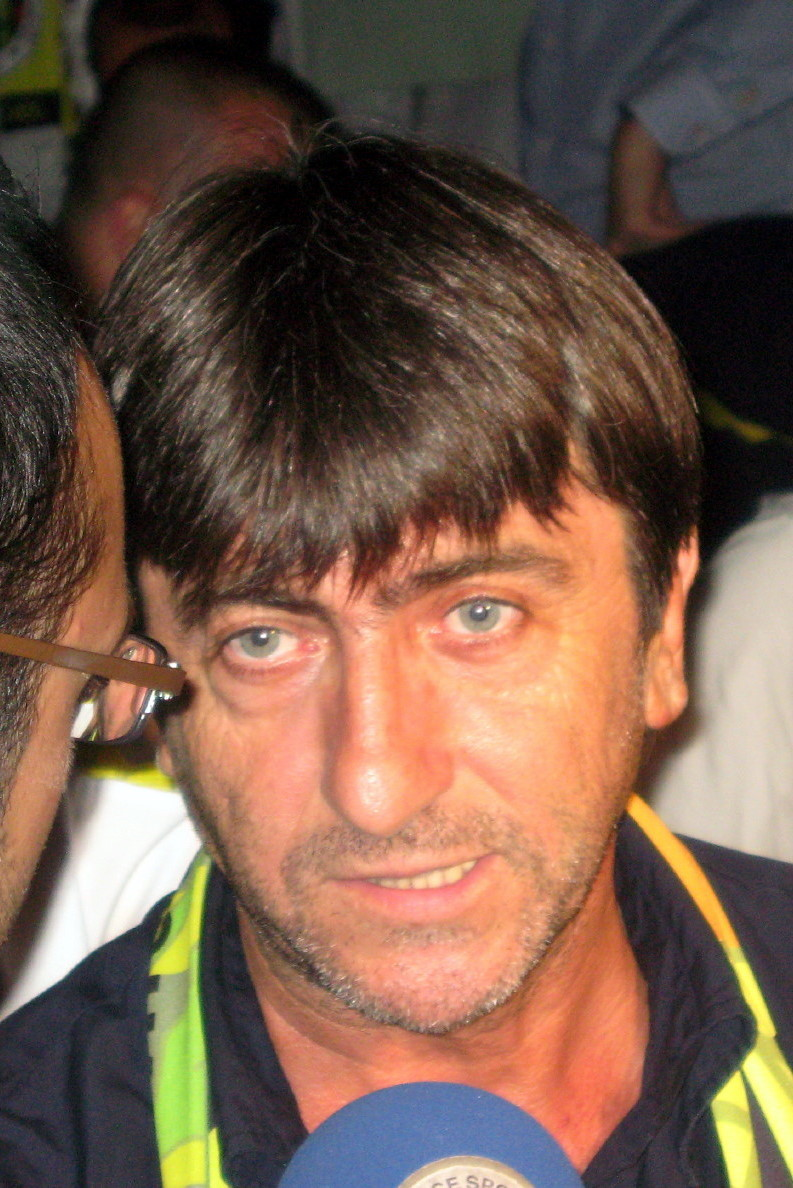
Rıdvan Dilmen
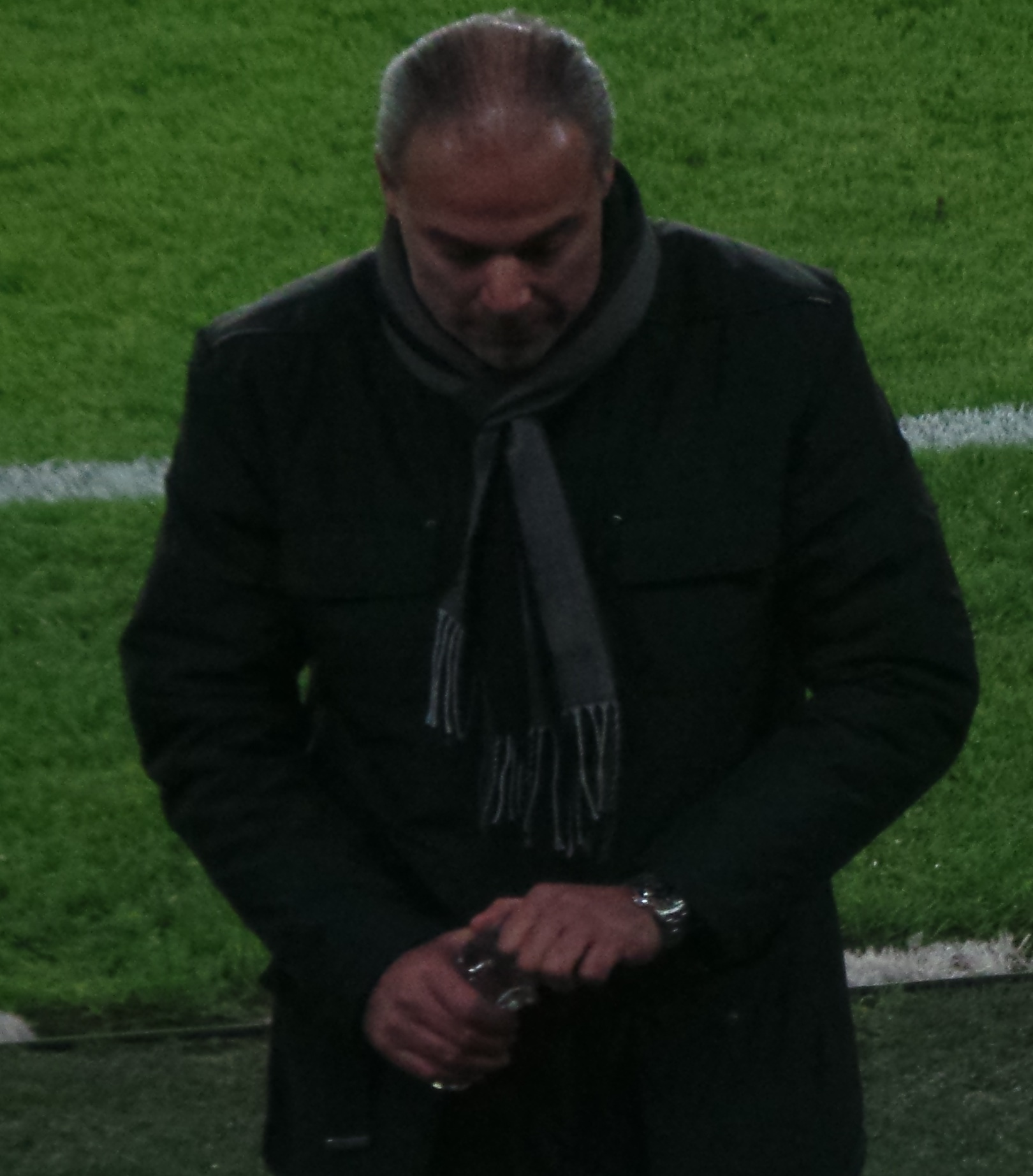
Engin İpekoğlu

## Ehemalige Präsidenten (Auswahl)
| - Ali Sepici (1966–1967) - Nuri Sabuncu (1967–1968) - Zahit Akdağ (1968) - Fahrunnisa Hancıoğlu (1968–1969) - İlhan Alper (1969) - Erdoğan Özlüşen (1970–1973) - Celal Arabacıoğlu (1973) - Hikmen Savatlı (1974) - Erdem Genceren (1975) - Hikmet Savatlı (1975–1976) - Yalçın Sürmeli (1976) | - Hikmet Savatlı (1977) - Metin Şenyiğit (1977–1978) - Edip Özaltın (1978–1979) - Suat Erem (1979) - Müslüm Toprak (1979–1981) - İsmail Okuroğlu (1981–1983) - Gündüz Tekin Onay (1996) - Hakan Uzan (1996–1999) - Hasan Pilav (1999–2000) - Çağdaş Ergin (2000–2006) - Bayram Akgül (2006 – ) |